# 万达卢尔
万达卢尔（Vandalur），是印度泰米尔纳德邦Kancheepuram县的一个城镇。总人口13311（2001年）。

## 人口
该地2001年总人口13311人，其中男性7128人，女性6183人；0—6岁人口1408人，其中男746人，女662人；识字率79.01%，其中男性为84.74%，女性为72.41%。